# Sebastián Molano
Molano  Benavides est un nom espagnol. Le premier nom de famille, en général paternel, est Molano ; le second, en général maternel, souvent omis, est Benavides.
Pour les articles homonymes, voir Molano.
Juan Sebastián Molano Benavides, né le 4 novembre 1994 à Paipa, est un coureur cycliste colombien membre de l'équipe UAE Emirates. Spécialiste du sprint, il a notamment remporté deux étapes du Tour d'Espagne.

## Repères biographiques
Admirateur de Sebastián de Belalcázar, son père le prénomme Sebastián en l'honneur de ce conquistador, voulant que son fils « n'ait peur de rien, pas même de la mort ». Sebastián Molano obtient ses premiers résultats sur piste : il est notamment champion panaméricain de poursuite par équipes et de l'omnium en 2014
Fin 2014, Il signe un contrat avec l'équipe continentale professionnelle Colombia. En 2016, il rejoint l'équipe colombienne Manzana Postobón et remporte de nombreuses victoires au sprint. L'année suivante, il s'adjuge notamment deux étapes du Tour de l'Alentejo. En 2018, il devient champion panaméricain sur route et obtient sept succès en Chine, dont le classement général du Tour de Chine I. 
En 2019, il rejoint le World Tour, au sein de la formation UAE Emirates. En février, il remporte à domicile la 3e étape du Tour Colombia. Il termine les deux premières étapes du Tour de Sicile dans le top cinq et se classe à la sixième place d'une étape du Tour de Turquie. Ces performances lui permettent d'obtenir sa sélection pour le Tour d'Italie. Lors de la première semaine de course, le 14 mai, il est suspendu par son équipe après des contrôles internes, en raison de « résultats physiologiques apparemment inhabituels ». Il n'est donc pas au départ de la quatrième étape et doit passer des nouveaux examens. En juillet, il est de nouveau autorisé à courir, les valeurs inhabituelles étant attribuées à la grande sensibilité du cycliste aux changements d'altitude.
Lors de l'édition 2020 du Tour Colombia, il gagne trois étapes et le classement par points. Lors de la saison suivante, il s'illustre sur le Tour de Burgos et le Tour de Sicile, où il gagne à chaque fois deux étapes et les classements par points
En juin 2022, il est disqualifié du Critérium du Dauphiné à l'issue de la sixième étape pour avoir frappé Hugo Page durant l'étape. Lors du Tour d'Espagne, il remporte la victoire la plus importante de sa carrière en s'imposant au sprint sur la dernière étape à Madrid.
En 2023, Molano remporte en février la quatrième étape du Tour des Émirats arabes unis. En mars, il gagne le 16 le Grand Prix de Denain puis il est le 22 neuvième de la Classic Bruges-La Panne. Deux jours plus tard, alors qu'il s'entraîne en vue de Gand-Wevelgem, il est percuté par un automobiliste. Atteint d'une commotion cérébrale et d'une fracture un orteil, il est absent des compétitions plusieurs semaines.
En avril, sa formation annonce la reconduction de son contrat pour une durée de trois ans (jusqu'au 31 décembre 2026).

## Palmarès sur route

### Par années
| - 2011 - 3e du championnat de Colombie sur route juniors - 2012 - 2e du championnat de Colombie du contre-la-montre juniors - 2014 - 1re étape du Tour de Colombie espoirs - 2e du Tour de White Rock - 2016 - 1re étape de la Vuelta al Valle del Cauca - 2e étape du Tour de la communauté de Madrid - 4e étape du Tour de Colombie - 1re étape de la Vuelta a Boyacá - 1re, 4e, 6e et 7e étapes du Clásico RCN - 2017 - 3e et 5e étapes du Tour de l'Alentejo - 5e étape de la Clásica de Girardot - 3e du Grand Prix de Denain - Médaillé de bronze du championnat panaméricain sur route - 2018 - Champion panaméricain sur route - 1re et 4e étapes de la Vuelta al Valle del Cauca - 3e étape de la Clásica de El Carmen de Viboral - 1re, 10e et 13e étapes du Tour de Colombie - 2e et 3e étapes du Tour de Xingtai - Tour de Chine I : - Classement général - 2e étape - 1re étape du Tour de Chine II - 1re et 2e étapes du Tour du lac Taihu | - 2019 - 3e étape du Tour Colombia - 2020 - 2e, 3e et 5e étapes du Tour Colombia - 2021 - 2e et 4e étapes du Tour de Burgos - 1re et 2e étapes du Tour de Sicile - 2022 - 4e étape des Boucles de la Mayenne - 21e étape du Tour d'Espagne - 2e du Trofeo Playa de Palma-Palma - 2023 - 4e étape du Tour des Émirats arabes unis - Grand Prix de Denain - 1re étape du Tour de Burgos - 12e étape du Tour d'Espagne - 5e étape du Tour du Guangxi - 9e de la Classic Bruges-La Panne - 2024 - 2e étape du Tour de Croatie - 7e de la Classic Bruges-La Panne - 2025 - Classic Bruges-La Panne - 5e étape du Tour de Hongrie |

### Résultats sur les grands tours

#### Tour d'Italie
4 participations
- 2019 : non-partant (4e étape)
- 2020 : abandon (15e étape)
- 2021 : 126e
- 2024 : 125e

#### Tour d'Espagne
5 participations
- 2017 : 152e
- 2019 : 143e
- 2021 : abandon (9e étape)
- 2022 : 126e, vainqueur de la 21e étape
- 2023 : 147e, vainqueur de la 12e étape

### Classements mondiaux
| Année                                 | 2015 | 2016  | 2017 | 2018 | 2019  | 2020 | 2021 | 2022 | 2023 | 2024 |
| ------------------------------------- | ---- | ----- | ---- | ---- | ----- | ---- | ---- | ---- | ---- | ---- |
| Classement mondial                    |      | 1323e | 244e | 228e | 2235e | 562e | 378e | 289e | 86e  | 209e |
| UCI Europe Tour                       | 760e | 1237e | 275e | nc   |       |      |      |      |      |      |
| UCI Asia Tour                         | 222e | 456e  | nc   | 90e  |       |      |      |      |      |      |
| UCI America Tour                      | 447e | 316e  | 18e  | 4e   | 350e  | 39e  | 35e  | 24e  | 9e   | 23e  |
|                                       |      |       |      |      |       |      |      |      |      |      |
| Légende : nc = non classéSource : UCI |      |       |      |      |       |      |      |      |      |      |

## Palmarès sur piste

### Championnats panaméricains
- Mexico 2013
  -  Médaillé d'argent de la poursuite par équipes (avec Jhonathan Restrepo, Fernando Gaviria et Jordan Parra)
- Aguascalientes 2014
  -  Médaillé d'or de la poursuite par équipes (avec Jhonathan Restrepo, Brayan Sánchez et Arles Castro)
  -  Médaille d'or de l'omnium

### Championnats de Colombie
- Medellín 2013
  -  Médaillé d'argent de la poursuite par équipes (avec Yeison Chaparro, Camilo Ulloa et Wilmer Ulloa)[8].
  -  Médaillé de bronze de l'omnium[9].
- Medellín 2014
  -  Médaillé d'or de l'omnium[10].